# Mandado
Mandado é um ato escrito, emanado de autoridade pública competente, judicial ou administrativa, determinando a prática de ato ou diligência.
Trata-se de uma ordem emitida por juiz que deve ser cumprida. Quando o juiz quer determinar prisão de uma pessoa, ele expede um mandado de prisão. Quando quer intimar uma pessoa, expede mandado de intimação.
Derivado do latim mandatum, de mandare (ordenar), como vocábulo jurídico significa o ato escrito, emanado de autoridade pública, judicial ou administrativa, em virtude do qual deve ser cumprida a diligência ou a medida, que ali se ordena ou se determina. Mandado, como o próprio nome já insinua, é uma ordem; não se confunde, entretanto, com mandato, que é um contrato.

## Mandado no Brasil
O Mandado Judicial, por sua vez, é uma ordem emanada do Juiz nos autos de um processo, subscrita pelo Juiz ou pelo Escrivão ou Chefe de Cartório, a ser cumprida, em regra, pelo Oficial de Justiça, Auxiliar do Juízo encarregado das diligências externas. A ordem de sua expedição, entretanto, pode partir tanto de um despacho, de uma decisão ou de uma sentença lançadas no processo pelo Juiz, como também pode advir de ato ordinatório assinados pelo Escrivão ou Chefe de Cartório.
Suas características estão expressas, genericamente, no artigo 250 do Código de Processo Civil, de onde se destaca: nomes das partes e respectivos domicílios e residências; finalidade do mandado (citação, intimação, etc); cominação de alguma pena se houver no caso do não atendimento; dia, hora e lugar do comparecimento, nas hipóteses de designação de audiência ou leilão; cópia do despacho ou transcrição de seu teor no corpo do mandado; prazo para defesa ou para o cumprimento do ato processual a ser praticado, e; assinatura do Escrivão ou Chefe de Cartório, com a declaração de que o subscreve por ordem do Juiz. A estes ainda se adiciona o número do processo e o nome dos advogados.
Os mandados judiciais são ordens com conteúdo e finalidade específicas. Assim, dirigem-se à citação da parte ré, intimação de quaisquer das partes para as mais variadas finalidades, à apreensão de bens ou pessoas, à penhora, remoção e avaliação de bens, dentre outros. Os mandados são batizados ou nominados, conforme seu conteúdo (citação, intimação etc.), de forma que assim se denominam: 'Mandado de Citação', 'Mandado de Intimação', 'Mandado de Intimação e Citação', 'Mandado de Penhora' etc.